# Ellipteroides chaoi
Ellipteroides chaoi är en tvåvingeart som först beskrevs av Alexander 1949.  Ellipteroides chaoi ingår i släktet Ellipteroides och familjen småharkrankar. Inga underarter finns listade i Catalogue of Life.